# Caulokaempferia phuwoaensis
Caulokaempferia phuwoaensis är en enhjärtbladig växtart som beskrevs av Chayan Picheansoonthon och Koonterm. Caulokaempferia phuwoaensis ingår i släktet Caulokaempferia och familjen Zingiberaceae.
Artens utbredningsområde är Thailand. Inga underarter finns listade i Catalogue of Life.